# Szalicze 1
Szalicze 1, Szalicze I (biał. Шалічы 1, Szaliczy 1; ros. Шаличи 1, Szaliczi 1) – wieś na Białorusi, w obwodzie brzeskim, w rejonie kamienieckim, w sielsowiecie Widomla.

## Historia
W XIX i w początkach XX w. położone były w Rosji, w guberni grodzieńskiej, w powiecie brzeskim, w gminie Kamieniec Litewski.
W dwudziestoleciu międzywojennym leżały w Polsce, w województwie poleskim, w powiecie brzeskim, w gminie Kamieniec Litewski. W 1921 miejscowość liczyła 112 mieszkańców, zamieszkałych w 20 budynkach, w tym 106 Białorusinów i 6 Polaków. 106 mieszkańców było wyznania prawosławnego i 6 rzymskokatolickiego.
Po II wojnie światowej w granicach Związku Sowieckiego. Od 1991 w niepodległej Białorusi.